# NK Mladost Zagorje Ogulinsko
NK Mladost je nogometni klub iz Gornjeg Zagorja.
Trenutačno se natječe se u 1. ŽNL Karlovačkoj.